# شاین ویتینگتون
شاین ویتینگتون (انگلیسی: Shayne Whittington؛ زادهٔ ۲۷ مارس ۱۹۹۱) بازیکن بسکتبال اهل ایالات متحده آمریکا است.
از باشگاه‌هایی که در آن بازی کرده‌است می‌توان به باشگاه بسکتبال رئال بتیس، باشگاه بسکتبال اوبرادویرو، باشگاه بسکتبال آندورا، و ایندیانا پیسرز اشاره کرد.